# Melipotis
Melipotis é um gênero de traça pertencente à família Arctiidae.